# Amédée-François Frézier
Amédée-François Frézier (Chambéry, 4 de juliol de 1682 – Brest, 26 d'octubre de 1773) va ser un enginyer militar, matemàtic, botànic explorador i espia francès; va ser qui va portar al vell món els primers espècimens de la maduixera Fragaria chiloensis, la qual, posteriorment hibridada amb Fragaria virginiana, va donar lloc al maduixot cultivat.

## Història familiar
Curiosament, tal com descriu G. M. Darrow, el cognom Frézier deriva de fraise, la paraula en francès per dir maduixera. Segons sembla, el cognom deriva del fet que Julius de Berry, un ciutadà d'Auvers, va ser fet cavaller per Carles el Simple l'any 916 per haver-li regalat maduixes. El cognom Fraise es va transformar en Frazer i tres maduixes figuren en l'escut d'armes de la família. Alguns membres de la família Frazer emigraren a Escòcia; pels seus serveis, el rei escocès Máel Coluim (Malcolm) els recompensà amb terres (vegeu el clan Fraser). Édouard Frazer tornà a França des d'Edimburg cap a l'any 1500 i cercà refugi dels problemes polítics escocesos a Amsterdam.

## Educació
Amédée-François Frézier va néixer a Chambéry, Savoia, el 1682. Frézier va estudiar ciència i teologia a París; després viatjà a Itàlia, on estudià art i arquitectura. Tornà a França cap a l'any 1700 i ingressà en la marina francesa.

## Focs artificials
Frézier publicà el Traité des feux d'artifice pour le spectacle (1706, revisat l'any 1747) (Tractat sobre focs artificials). Descriu la pirotècnia recreativa més que no pas la militar. Va ser el text estàndard sobre aquest tema en la seva època. Gràcies a aquest llibre, va entrar en el servei d'intel·ligència (espionatge) militar.

## Treball a Amèrica del Sud

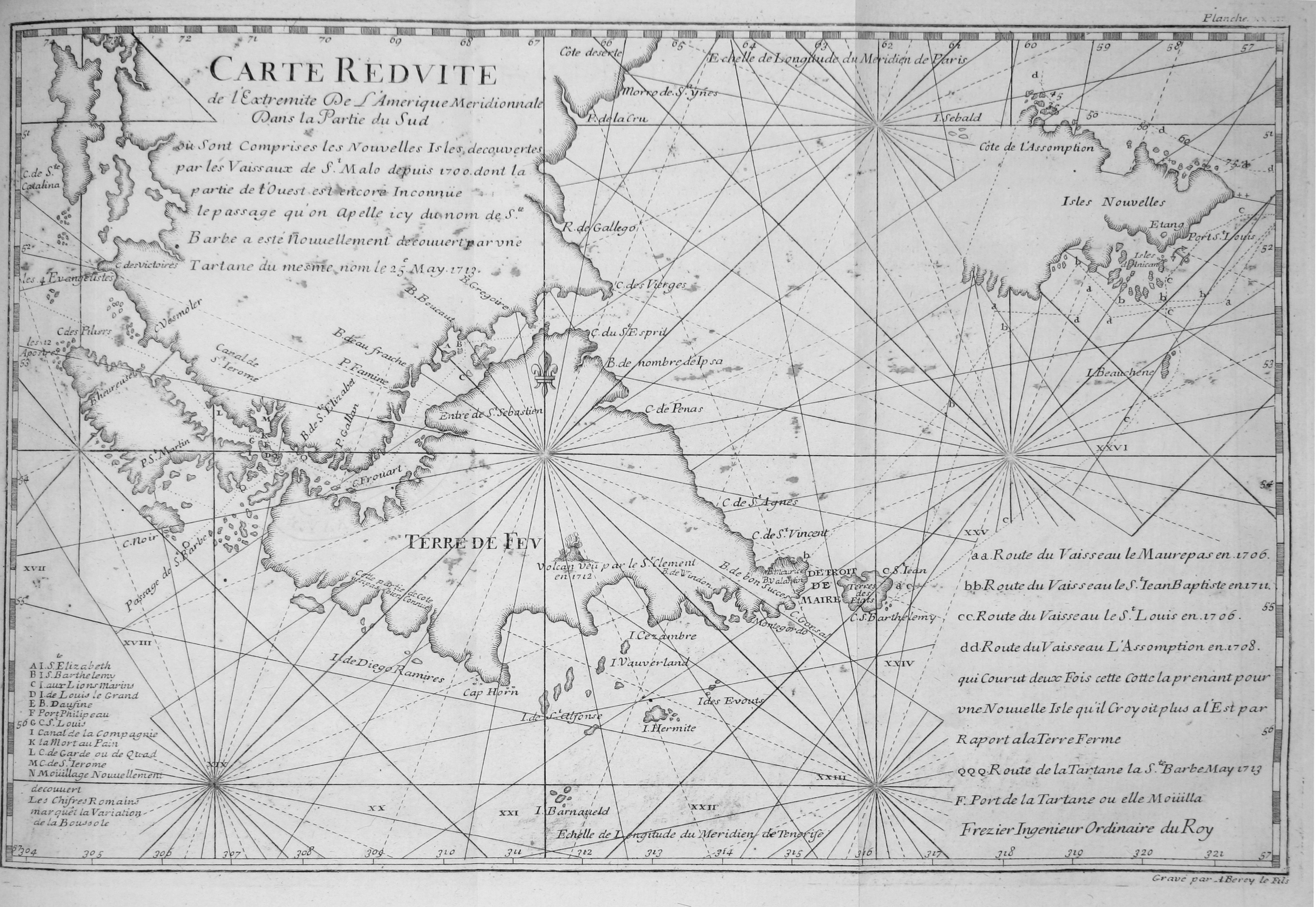
Mapa de Frézier del 1717 mostrant la Terre de feu (Terra del Foc)

Frézier va rebre l'encàrrec d'estudiar les fortificacions de defensa de Xile i el Perú. Arribà a Concepción, Xile, el 16 de juny de 1712 i després al cap d'Hornos.

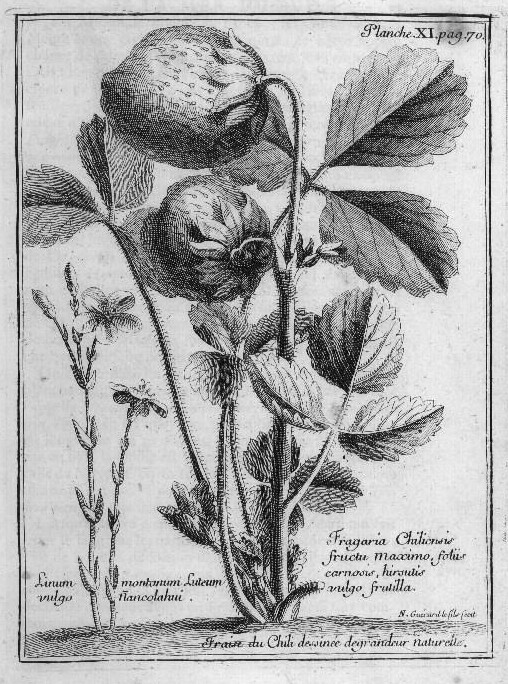
Fragaria chiloensis il·lustrada per Frézier en Relation du voyage (…)

Fent-se passar per un comerciant, Frézier va fer croquis dels ports per buscar els millors llocs per on atacar; també va examinar les mines espanyoles d'or i plata, la flora, apreciant el gust i la mida de la maduixera Fragaria chiloensis, i la fauna. Frézier deixà Concepción el 19 de febrer de 1714 i arribà a Marsella el 17 d'agost. El rei Lluís XIV el premià amb diners del tresor reial. El 1719, Frézier anà a la Hispaniola (Santo Domingo), amb la missió de fortificar l'illa.
A la seva tornada a França rebé la Creu de St. Louis. Va ser elegit membre de l'Acadèmia francesa de Ciències el 1752. Morí a Brest.